# Zofloya, or the Moor
“Zofloya, or the Moor: a Romance of the Fifteenth Century” é um romance gótico redigido em 1806 pela escritora inglesa Charlotte Dacre, sob o pseudônimo Rosa Matilda. A obra foi publicada pela editora Longman, Hurst, Rees and Orme em dois volumes.

## Enredo
Primeiro volume
Victoria di Loredani é a arrogante filha mais jovem do Marquês di Loredani e de sua esposa, Laurina di Cornari. A família di Lorendani habita um palácio em Veneza, na Península Itálica e vive idilicamente até a visita do amigo do Marquês, Conde Ardolph, à residência. O germânico Ardolph, que sente prazer em destruir a reputação de mulheres virtuosas e acabar com seus casamentos, seduz Laurina para longe de seu marido, e ambos desaparecem juntos de Veneza. Tremendamente envergonhado com a situação de sua família, Leonardo di Lorendani, foge de casa, abandonando seu pai e sua irmã mais nova. Um ano depois, o Marquês se depara com o Conde Ardolph nas ruas de Veneza, e ele o desafia para um duelo. Durante o duelo, Ardoplh esfaqueia fatalmente o Marquês. Laurina lhe faz uma última visita ao Marquês que profere seu último desejo de que Laurina encontre Leonardo, recupere seus filhos e deixe Veneza.
Após a morte do marquês, Victoria fica sob a custódia de Ardolph e Laurina e logo conhece o Conde Berenza, um ingênuo veneziano. Berenza rapidamente se apaixona por Victoria, mas depois de ouvi-la praguejar sua mãe, Berenza começa a questionar o caráter da jovem. Laurina e Ardolph não aprovam Berenza, e por isso, Laurina forja uma carta com a letra de Victoria, persuadindo Berenza a deixar Veneza. Ardolph e Laurina então enviam Victoria para viver sob o domínio tirânico da prima de Laurina, a Senhora di Modena. Com a ajuda da sua serviçal, Victoria foge da casa da Senhora, e disfarçando-se de camponesa, Victoria retorna a Veneza. Ela se reconcilia com Berenza e eles começam a viver juntos. Então, Berenza lhe conta sobre sua antiga amante Megalena, conhecida por seu ciúme. Um assassino entra na casa de Victoria e Berenza durante a noite e tenta esfaquear Berenza enquanto ele dorme. Victoria acorda e defende seu amante, sendo esfaqueada em seu braço no processo. O assassino foge, e Berenza acorda abalado, porém ele fica impressionado com o feito de Victoria e não questiona mais o amor dela por ele. Victoria decide não contar a Berenza que o assassino era o seu irmão mais velho, Leonardo di Lorendani.
O livro muda para o ponto de vista de Leonardo, narrando o que aconteceu depois que ele fugiu de casa. Imediatamente após a fuga, Leonardo vaga pela Península Itálica, até encontrar abrigo com a família Zappi. Leonardo se apaixona pela filha da família, Amamia, porém a mãe, Senhora Zappi, se apaixona por ele apesar de Leonardo veemente recusar seus flertes. Por causa das rejeições, Zappi acusa falsamente Leonardo de estuprá-la, e assim, ele foge daquela casa e se abriga na casa de Nina, uma senhora em luto pela morte do filho. Após Nina falecer, Leonardo é obrigado a se mudar novamente, retornando à Veneza onde desperta o interesse da controladora Megalena Strozzi, que o convence a se tornar seu amante. Ela conta para ele sobre a morte de seu pai, marquês di Lorendani, que abala profundamente Leonardo. Um dia, Megalena reencontra seu ex-amante Berenza com uma mulher, Victoria, circunstância que a enfurece. Megalena pede para Leonardo provar seu amor por ela assassinando Berenza e ele aceita após um momento de hesitação. Leonardo retorna perturbado para Megalena depois de acidentalmente esfaquear sua irmã, e ao perceberem que Leonardo esqueceu a adaga, gravada com o nome de Magalena, no local do crime, eles fogem de Veneza. A narrativa retorna para a perspectiva de Victoria e Berenza, comovido por Victoria ter o salvado, decide que é hora deles se casarem.
Segundo volume
Cinco anos depois, o irmão de Berenza, Henriquez, chega para visitar o casal, e Victoria prontamente se apaixona por Henriquez e ela fica desolada ao descobrir que ele possui uma amada, Lilla. Victoria sente a necessidade de impedir o casamento de Lilla e Henriquez a qualquer custo. Assim, ela começa a sonhar com a destruição de Lilla, e durante seus sonhos, um rosto familiar aparece: a do serviçal de Henriquez, Zofloya. No dia seguinte, Victoria fica intrigada com a bela figura do mouro Zofloya. Zofloya desaparece misteriosamente, fazendo com que todos imaginem que ele foi assassinado, porém, logo em seguida ele reaparece indecifravelmente. Zofloya se aproxima de Victoria e pede para encontrá-lo no jardim da residência. Victoria confessa seu desejo por Henriquez, e Zofloya afirma que ele pode ajudá-la a realizar qualquer desejo que ela queira. Victoria hesita em aceitar sua ajuda, mas, por fim, suas vontades a vencem e, então, Zofloya compartilha seu conhecimento sobre plantas medicinais e venenos e os dois começam a planejar a morte de Berenza.
Enquanto a saúde de Berenza deteriora lentamente, Zofloya aconselha Victoria a se mudar, visto que ela tem medo de ser suspeita dos envenenamentos, e assim, eles se mudam para o castelo de Berenza nas montanhas. Victoria começa a se sentir ansiosa pela morte de Berenza e questiona a intelectualidade de Zofloya, que menciona um veneno que ele acredita que matará Berenza imediatamente. Depois de mais duas semanas esperando a morte de Berenza, ele morre e as outras pessoas acreditam que Berenza morreu devido um ataque cardíaco. Porém, a morte de Berenza deixa Henriquez desconfiado, que começa a desprezar Victoria, por achar que ela matou seu irmão. Em um momento de pânico, Victoria confessa seu amor a Henriquez, que a rejeita rigidamente, entretanto ele entende que Victoria era a esposa de seu irmão e que ele deveria conter seu ódio por ela.
Victoria decide que a única maneira de conquistar o amor de Henriquez é através da aniquilação de Lilla, e por isso, ela, com a ajuda de Zofloya, sequestram Lilla e a amarram em uma caverna. Ao descobrir que Lilla está desaparecida, Henriquez fica profundamente chateado e Victoria novamente confessa seu amor à ele, mas Henriquez ainda se recusa a retribuir seus sentimentos. Victoria corre para Zofloya, chateada por ele não tê-la ajudado a alcançar seus desejos e ele diz que ele pode ter Henriquez se ela se parecer com Lilla. Para isso, Zofloya lhe dá uma poção para colocar na bebida de Henriquez, que fará com que a primeira mulher que ele vir ao acordar seja a mulher de seus sonhos, porém Zofloya não menciona que a ilusão só durará por um dia. Victoria dá a poção a Henriquez e realiza seu desejo de que ele a ame. Quando eles acordam na mesma cama na manhã seguinte, Henriquez percebe que foi enganado e que esteve com Victoria a noite toda e por isso Henriquez se suicida. Victoria fica furiosa com Zofloya por tê-la enganado, e ela se vinga da morte de Henriquez esfaqueando Lilla e a jogando de um penhasco.
Victoria percebe que está sob o domínio de Zofloya, que a seduz com suas palavras. Em decorrência do assassinato de Lilla, Zofloya leva Victoria para longe do castelo, e em direção aos bandidos, que são liderados por seu irmão Leonardo. Zofloya e Victoria vivem entre eles por um tempo, e Victoria conhece um lado novo de Zofloya, que inclui a capacidade de ler sua mente. Uma noite, os bandidos levam uma mulher e um homem para sua casa, que acabam sendo Laurina e Ardolph. Ao descobrir a identidade dos dois indivíduos, Leonardo esfaqueia Ardolph e proclama que finalmente teve sua vingança. Laurina fica assustada com as ações de Leonardo e, quando ela exclama de dor, Leonardo exige saber qual dos bandidos a feriu e causou seus hematomas, porém eles dizem que Ardolph quem a espancou e que os gritos de Laurina que atraíram a atenção deles. Em seu leito de morte, Laurina pede perdão a seus filhos e Victoria se recusa a perdoar, apesar de Leonardo a perdoar prontamente. Leonardo desdenha de Victoria por ter sido tão cruel com a mãe deles.
O livro termina com todos os personagens reunidos, onde seus passados são expostos. Por essa razão, Leonardo e Megalena se matam, e Victoria se sente culpada por todas as suas ações passadas. Ela se volta para Zofloya para contar sobre sua culpa e, em vez de confortá-la, ele se desmascara, revelando que ele é Satã e que a manipulou diversas vezes. Victoria é levada a óbito após ser jogada de um abismo por Satã.

## Recepção
O livro fez um considerável sucesso com o público quando foi publicado, sendo traduzido para o francês e o alemão.
Porém, a recepção da obra pelos críticos literários do século XIX foi majoritariamente negativa. Alguns pontos levantados nas críticas foram: a linguagem desnecessariamente rebuscada da autora; o excesso de violência e conteúdo sexual em uma obra redigida por uma mulher; relacionamento entre Victoria e Zofloya, uma mulher branca da nobreza e um servo mouro.

### Influência
Charlotte Dacre inspirou uma nova geração de autores, especialmente o romancista Percy Shelley. Shelley, em seu romance gótico Zarastrozzi (1810), utiliza de nomes e elementos narrativos similares ao de “Zofloya, or the Moor”.

## Temáticas do livro

### Raça
Tendo em vista que o personagem que dá nome a obra, Zofloya, é um mouro, a temática racial se encontra explicita no decorrer do livro. Além disso, a obra foi publicada dois anos após o fim da Revolução Haitiana e um ano antes da aprovação do Ato contra o Comércio de Escravos na Inglaterra.

#### Características de Zofloya
Zofloya é descrito como um mouro da raça dos Abdoulrahmans, provindo da região de Granada. Zofloya apresenta características atípicas para personagens norte-africanos da literatura inglesa do início do século XIX, visto que ele é referido como belo e inteligente, particularmente em relação à botânica médica.
No final do livro é Zofloya revela que ele é o Satã, e que o verdadeiro Zofloya fora assassinado logo após a chegada de Henriquez a residência de Victoria e Berenza, de forma que o corpo do serviçal Zofloya, estava possuído pelo Diabo durante quase toda a duração do romance. Por isso, alguns autores indicam que o personagem foi inspirado em um Satã Romântico, como aquele presente em Paraíso Perdido de John Milton.

#### Escravidão
Zofloya é chamado de "escravo" e "serviçal" sem distinção, deixando ambígua sua posição social. Assim, alguns autores entendem Zofloya como um homem escravizado, enquanto outros questionam a possível liberdade dele. Aqueles que concordam com a visão de Zofloya como um escravizado, analisam o personagem sob a ótica da vingança do escravizado contra seus proprietários.